# غلول (فقه)
الغلول مصطلح إسلامي أصله اللغوي الخيانة مطلقًا، وغلب استعماله خاصة في الخيانة من الغنيمة

## الحكم التكليفي
اتفق الفقهاء على أن الغلول حرام لقوله تعالى: { وَمَا كَانَ لِنَبِيٍّ أَنْ يَغُلَّ وَمَنْ يَغْلُلْ يَأْتِ بِمَا غَلَّ يَوْمَ الْقِيَامَةِ } ولقول الرسول صَلَّى اللَّهُ عَلَيْهِ وَسَلَّمَ: «لا يَحِلُّ لامْرِئٍ يُؤْمِنُ بِاللَّهِ وَالْيَوْمِ الآخِرِ أَنْ يَسْقِيَ مَاءَهُ زَرْعَ غَيْرِهِ، وَلا أَنْ يَبْتَاعَ مَغْنَمًا حَتَّى يُقْسَمَ، وَلا أَنْ يَلْبَسَ ثَوْبًا مِنْ فَيْءِ الْمُسْلِمِينَ حَتَّى إِذَا أَخْلَقَهُ رَدَّهُ فِيهِ، وَلا يَرْكَبُ دَابَّةً مِنْ فَيْءِ الْمُسْلِمِينَ حَتَّى إِذَا أَعْجَفَهَا رَدَّهُ فِيهِ» قال النووى: أجمع المسلمون على تغليظ تحريم الغلول وأنه كبيرة وعلى الغال ردها. 

## عقوبة الغال
جمهور الفقهاء أنه يعزر ولا يقطع، والمانع من قطعه أن له حقا في الغنيمة، وتدرأ الحدود بالشبهات.